# Erlöserkirche (Rodenkirchen)

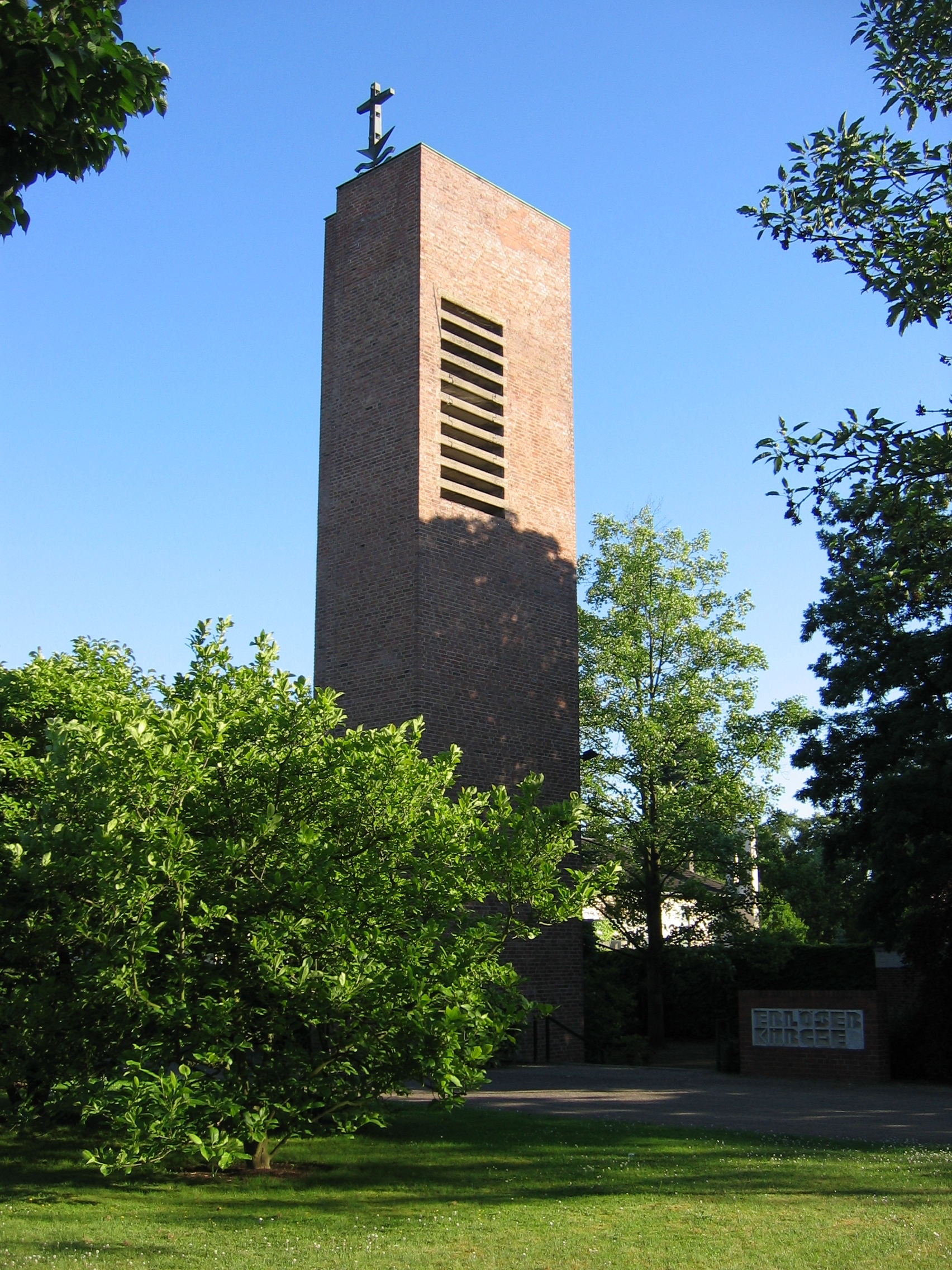
Erlöserkirche in Köln-Rodenkirchen

Die Erlöserkirche (ⓘ) ist die evangelische Gemeindekirche im Kölner Stadtteil Rodenkirchen.

## Geschichte
Der Vorgängerbau der heutigen Kirche ist das noch bestehende Ernst-Moritz-Arndt-Gemeindehaus. Dieser Gebäudekomplex samt Glockenträger wurde in den Jahren 1934/35 errichtet und beinhaltet den Kirchenraum im oberen Geschoss, der heute als Gemeindesaal genutzt wird. 1948 wurde die Kirchengemeinde Rodenkirchen von der |Kirchengemeinde Bayenthal abgetrennt und somit eigenständig. Sie gehört zum Kirchenkreis Köln-Süd der Evangelischen Kirche im Rheinland.
Mit der Einweihung der Kirche 1967 durch die Architektengemeinschaft Sauerzapf/Nathow aus Solingen wurde der wachsenden Gemeinde eine angemessene Gottesdienststätte zur Verfügung gestellt.
Das Ernst-Moritz-Arndt-Gemeindehaus wird seit einigen Jahren in zwei Bauphasen grundsaniert und modernisiert.

## Architektur und Ausstattung
Das Gesamtbild prägt der 20 Meter hohe Campanile, dessen Grundriss sich aus zwei ineinander geschobenen Ls zusammensetzt. Das Flachdach sitzt gleich oberhalb der Schallöffnungen der Glockenstube, die auf beiden Seiten vorhanden sind. Die schmalen Seiten des Turmes sind von unten nach oben geöffnet. Der östliche Turmrand wird durch das Turmkreuz bekrönt, dass mit stilisierten Dornen versehen ist und mittels eines Schiffes auf Wellen getragen wird; es spiegelt sich in der Gestaltung des Altarkreuzes wider.
An den Wänden des Altarbereiches wurden zwei 1982 von Margot Raumer gefertigte Batiken aufgehängt. Die kleinere linke Batik zeigt die Schöpfung, die rechte die Erlösung.
Treppabwärts liegt der kleine Kirchplatz, der an den eigentlichen Kirchenraum anschließt. Sein Grundriss folgt dem Konzept einer Winkelkirche. Die beiden Flügel der Kirche sind in einem rechten Winkel zueinander angeordnet und schneiden sich im Altarbereich. Rechts neben dem Altarbereich, an der Nordwand befindet sich die leicht erhöhte Sänger- und Orgelempore.
Die Sitzplatzanzahl ist von 300 auf 600 erweiterbar.

### Orgel
Seit 1982 steht auf der Orgelempore die mechanische Orgel des Kölner Orgelbauers Willi Peter mit 23 Registern auf zwei Manualen (Hauptwerk und Schwellwerk) und Pedal. Prägend ist der auffällige, mehrfach gegliederte und aus schwarz lasiertem Holz bestehende Orgelprospekt, der eigens vom Architekten Wolfgang Sauerzapf entworfen wurde. 2022 fand eine Überarbeitung durch Orgelbau Merten statt.

#### Disposition
| I Hauptwerk C–g3 |       |
| Pommer           | 16′   |
| Prinzipal        | 8′    |
| Gemshorn         | 8′    |
| Octave           | 4′    |
| Sesquialtera II  | 2 ⁄3′ |
| Waldflöte        | 2′    |
| Mixtur V–VI      | 2′    |
| Trompete         | 8′    |

| II Schwellwerk C–g3 |        |
| Gedeckt             | 8′     |
| Gambe               | 8′     |
| Prinzipal           | 4′     |
| Traversflöte        | 4′     |
| Nasard              | 2 ⁄3′  |
| Octave              | 2′     |
| Terz                | 1 3⁄5′ |
| Scharf IV           | 1′     |
| Krummhorn           | 8′     |
|                     |        |
| Tremulant           |        |

| Pedal C–f1 |     |
| Subbaß     | 16′ |
| Offenbaß   | 8′  |
| Gedecktbaß | 8′  |
| Choralbaß  | 4′  |
| Posaune    | 16′ |
| Trompete   | 8′  |

- Koppeln: SW/P, HW/P, SW/HW, Sub SW/HW, Super SW/HW.
- Mechanische Winddrossel, 2999 Setzerkombinationen.

### Glocken

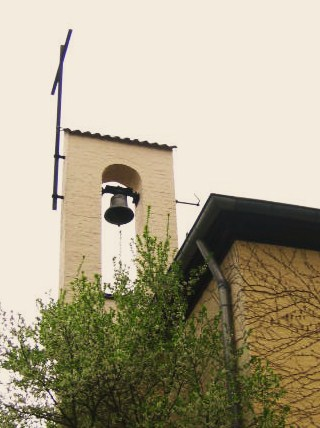
Glockenträger am Gemeindehaus

Im Glockenträger des Ernst-Moritz-Arndt-Gemeindehauses hängt eine kleine Bronzeglocke der Glockengießerei Rincker (Sinn) aus dem Jahre 1934 und trägt die Inschrift „Kommt her zu mir alle“. Sie kann aufgrund eines Seilrisses nicht geläutet werden. Sie war die Glocke, die einst zu den Gottesdiensten im heutigen Gemeindesaal läutete. Es steht in Aussicht, für diese Glocke eine elektrische Läuteanlage zu installieren, um sie als vierte Glocke nach rund 40 Jahren wieder läutbar zu machen.
Seit Dezember 1971 ertönen drei Bronzeglocken der gleichen Glockengießerei von der Glockenstube des Campaniles. Alle Glocken tragen das Ankerkreuz als Zier – in Anspielung auf das Turmkreuz und das Kreuz über dem Altar – und hängen an geraden Stahljochen im Stahlglockenstuhl. In der Läuteordnung wird das berühmte rheinländische Beiern wiederbelebt.
Zur Christvesper 1971 erklangen die Glocken zum ersten Mal.
Die große Glocke (Glocke 1) erklingt zu Trauergottesdiensten und als Totenglocke zur Beisetzung auf dem Zentralfriedhof (vormittags/mittags) sowie am Karfreitag sowohl zum Gottesdienst als auch zur Sterbestunde um 15 Uhr. Nach jedem Sonn- und Feiertagsgottesdienst läutet sie den Gottesdienst aus (an Festtagen und in den Festzeiten ertönt das Vollgeläut).
Die mittlere Glocke (Glocke 2) mahnt mittags um 12:00 und abends um 18:00 Uhr zum Frieden und Gebet. Im Gemeindegottesdienst wird sie während des Vaterunsers geläutet, um denjenigen, die nicht am Gottesdienst teilnehmen können, ein Zeichen zur gleichzeitigen Anteilnahme am Gebet zu ermöglichen.
Die kleine Glocke (Glocke 3) erklingt zu separaten Taufgottesdiensten und erinnert morgens um 08:00 Uhr (samstags, unter Rücksichtnahme auf nahe Anwohner, erst um 09:00 Uhr) an die Taufe.
Das Vollgeläut läutet zehn Minuten vor Sonn- und Feiertagsgottesdiensten. Um den Bußcharakter darzustellen, fehlt an Sonntagen der Passionszeit die kleine, an denen im Advent die mittlere Glocke. Sonn- und Feiertage werden am Vorabend um 17:50 Uhr mit dem gleichen Geläut eingeläutet, das auch zum Gottesdienst Verwendung findet.

#### Datenübersicht
| Glocke              | I             | II            | III           | IV            |
| Name/Widmung        | Totenglocke   | Betglocke     | Taufglocke    | Alte Glocke   |
| Gussjahr            | 1971          | 1971          | 1971          | 1934          |
| Gießer, Gussort     | Rincker       | Rincker       | Rincker       | Gebr. Rincker |
| Durchmesser (mm)    | 1180          | 1050          | 930           | 517           |
| Masse (kg)          | 1003          | 734           | 494           | ?             |
| Schlagton (HT-1/16) | f1 +6+        | g1 +6         | b1 +7         | g2 +6         |
| Joch                | Stahl, gerade | Stahl, gerade | Stahl, gerade | Stahl, gerade |

#### Inschriften
Die Inschriften verlaufen jeweils an der Schulter in Versalien.
- Glocke I: + EHRE SEI GOTT IN DER HOEHE [+]
- Glocke II: + FRIEDEN AUF ERDEN [+]
- Glocke III: + DEN MENSCHEN EIN WOHLGEFALLEN [+]
- Glocke IV: KOMMET . HER . ZU . MIR . ALLE